# Elissa Landi

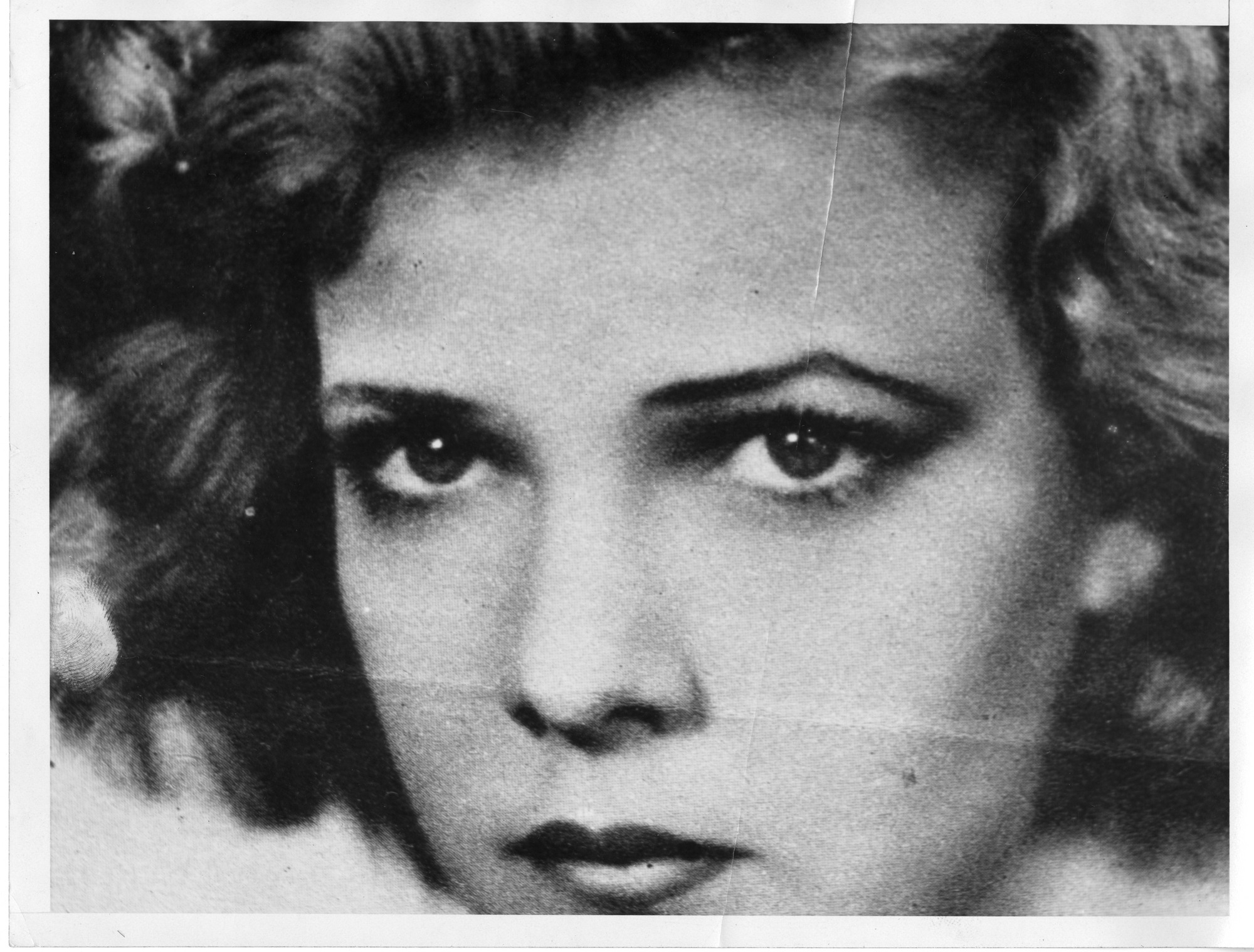
Elissa Landi (1932)

Elissa Landi, geborene Elisabeth Marie Christine Kühnelt (* 6. Dezember 1904 in Venedig, Italien; † 21. Oktober 1948 in Kingston, USA) war eine österreichisch-US-amerikanische Schauspielerin und Schriftstellerin.

## Leben

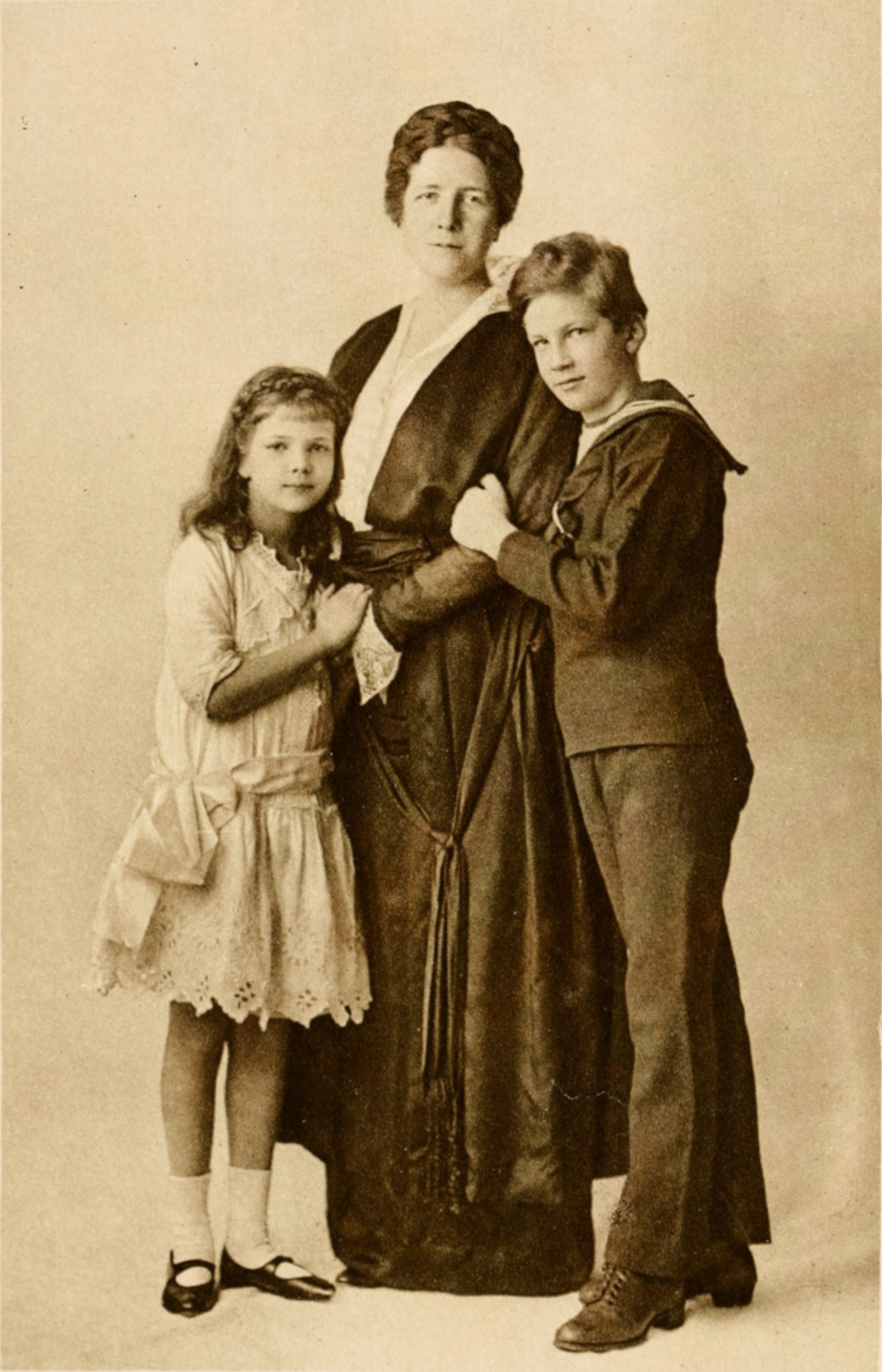
Elissa Landi mit Mutter und Bruder (vor 1915)

Geboren wurde Elissa Landi in Venedig als Tochter der Österreicher Richard Kühnelt, eines Schriftstellers, und Caroline Kühnelt, geb. Kaiser, die sich als Tochter von Kaiserin Elisabeth ausgab. Ihr Onkel war – erkennt man die historisch unbelegte aristokratische Abstammung nicht an – der seinerzeit höchst erfolgreiche Komponist Alfred Ignace de Keyser. Sie hatte einen älteren Bruder namens Anthony Franz Kühnelt. Die Familie lebte zunächst in Kleinhart, bis sich die Eltern scheiden ließen. Später heiratete ihre Mutter einen Carlo Zanardi Landi.
In den 1920er-Jahren hatte Landi Rollen in britischen, französischen und deutschen Filmen, ab 1931 in den USA. Im Jahr 1943 zog sie sich aus dem Filmgeschäft zurück und wandte sich dem Schreiben zu. Am 2. Oktober 1944 kam ihre Tochter Carolyn Maude Thomas – Vater war der Autor Curtis Kinney Thomas – in Manhattan zur Welt, was dem Time Magazine eine Notiz wert war. Im Jahr 1948 verstarb sie an Krebs.
Auf dem Hollywood Walk of Fame hat sie einen Stern an der Adresse 1611 Vine Street.

## Filmografie
- 1926: London
- 1928: Bolibar
- 1928: Der Schrei aus dem Tunnel (Underground)
- 1928: Rausch (Synd)
- 1929: The Inseparables
- 1929: The Betrayal
- 1930: The Parisian
- 1930: Knowing Men
- 1930: The Price of Things
- 1930: Children of Chance
- 1931: Body and Soul
- 1931: Always Goodbye
- 1931: Wicked
- 1931: The Yellow Ticket
- 1932: Devil’s Lottery
- 1932: The Woman in Room 13
- 1932: A Passport to Hell
- 1932: Im Zeichen des Kreuzes (The Sign of the Cross)
- 1933: Bei Kerzenlicht (By Candlelight)
- 1933: The Warrior’s Husband
- 1933: I Loved You Wednesday
- 1933: The Masquerader
- 1934: Man of Two Worlds
- 1934: Sisters Under the Skin
- 1934: The Great Flirtation
- 1934: Das Rätsel von Monte Christo (The Count of Monte Cristo)[4]
- 1935: Madame befiehlt! (Enter Madame)
- 1935: Erpresser (Without Regret)
- 1935: Königsmark
- 1936: Der Amateur-Gentleman (The Amateur Gentleman)
- 1936: Mad Holiday
- 1936: Dünner Mann, 2. Fall (After the Thin Man)
- 1937: The Thirteenth Chair
- 1943: Corregidor